# 米尔地区克莱因采尔
米尔地区克莱因采尔是奥地利上奥地利州罗尔巴赫县的一个市镇。总面积16平方公里，总人口1424人，人口密度89.0人/平方公里（2005年）。